# Ato Presidencial de Brasília

fronteira de Peru e Equador

Ato Presidencial Brasília (em castelhano: Acta Presidencial de Brasilia; em inglês: Brasilia Presidential Act), também conhecido como o Tratado Fujimori-Mahuad, é um tratado internacional assinado em Brasília pelo então presidente do Equador, Jamil Mahuad e pelo então presidente do Peru, Alberto Fujimori, que efetivamente pôs fim à disputa territorial equatoriano-peruana.

## Contexto
Após a Guerra Equador-Peruana de 1941, ambos os países, com a mediação dos Estados Unidos, Argentina, Chile e Brasil, assinaram no Rio de Janeiro o Protocolo do Rio, que estabeleceu a linha de fronteira entre Peru e Equador, para evitar possíveis futuro conflitos entre os dois. Durante o processo de colocação dos respectivos marcos, os países discordaram devido a um erro geográfico na Cordilheira do Cóndor. Resolveram recorrer à arbitragem do brasileiro Braz Dias de Aguiar, com quem os trabalhos prosseguiram. No entanto, devido ao conhecimento limitado da região, foram usados termos ambíguos como " divortium aquarum " ou " nascente rio X ", as discrepâncias reapareceram e em 1948, quando faltavam apenas 78 quilômetros por demarcação, o Equador suspendeu a colocação dos marcos e declarou o Protocolo inexequível e nulo em 1960. Com a disputa ainda sem solução, ambos os países entraram em guerra novamente na Guerra Paquisha de 1981, com a Guerra do Cenepa ocorrendo em 1995.

## Tratado
Após o fim do conflito, começaram as negociações entre os representantes Fernando de Trazegnies para o Peru e para o Equador. Após um ano e meio de intensas conversações, e após pronunciamento de especialistas internacionais sobre a fronteira, os dois países, com a aprovação de seus respectivos Congressos, concordam em submeter suas divergências à decisão dos garantes do Protocolo do Rio de Janeiro, de 1942. Ratificaram a validade do referido documento, da sentença arbitral de Dias de Aguiar e demais documentos complementares.
O tratado foi assinado no Palácio do Itamaraty em 26 de outubro de 1998, tendo como signatários: 
| Signatários               | Signatários                                                  |
| ------------------------- | ------------------------------------------------------------ |
| Alberto Fujimori          | Presidente do Peru                                           |
| Fernando de Trazegnies    | Ministro das Relações Exteriores do Peru                     |
| Jamil Mahuad              | Presidente do Equador                                        |
| José Ayala Lasso          | Ministro das Relações Exteriores do Equador                  |
| Carlos Menem              | Presidente da Argentina                                      |
| Fernando Henrique Cardoso | Presidente do Brasil                                         |
| Eduardo Frei Ruiz-Tagle   | Presidente do Chile                                          |
| Thomas F. McLarty III     | Representante do Presidente dos Estados Unidos na negociação |

O acordo de paz foi seguido pela demarcação formal da fronteira em 13 de maio de 1999 e o fim do envio de tropas da Missão de Observação Militar multinacional para o Equador e Peru (MOMEP) em 17 de junho de 1999. A missão era composta por representantes militares dos países mediadores que também assinaram o tratado, e funcionava desde 13 de abril de 1995, com sede em Patuca, no Equador.

### Mudanças territoriais

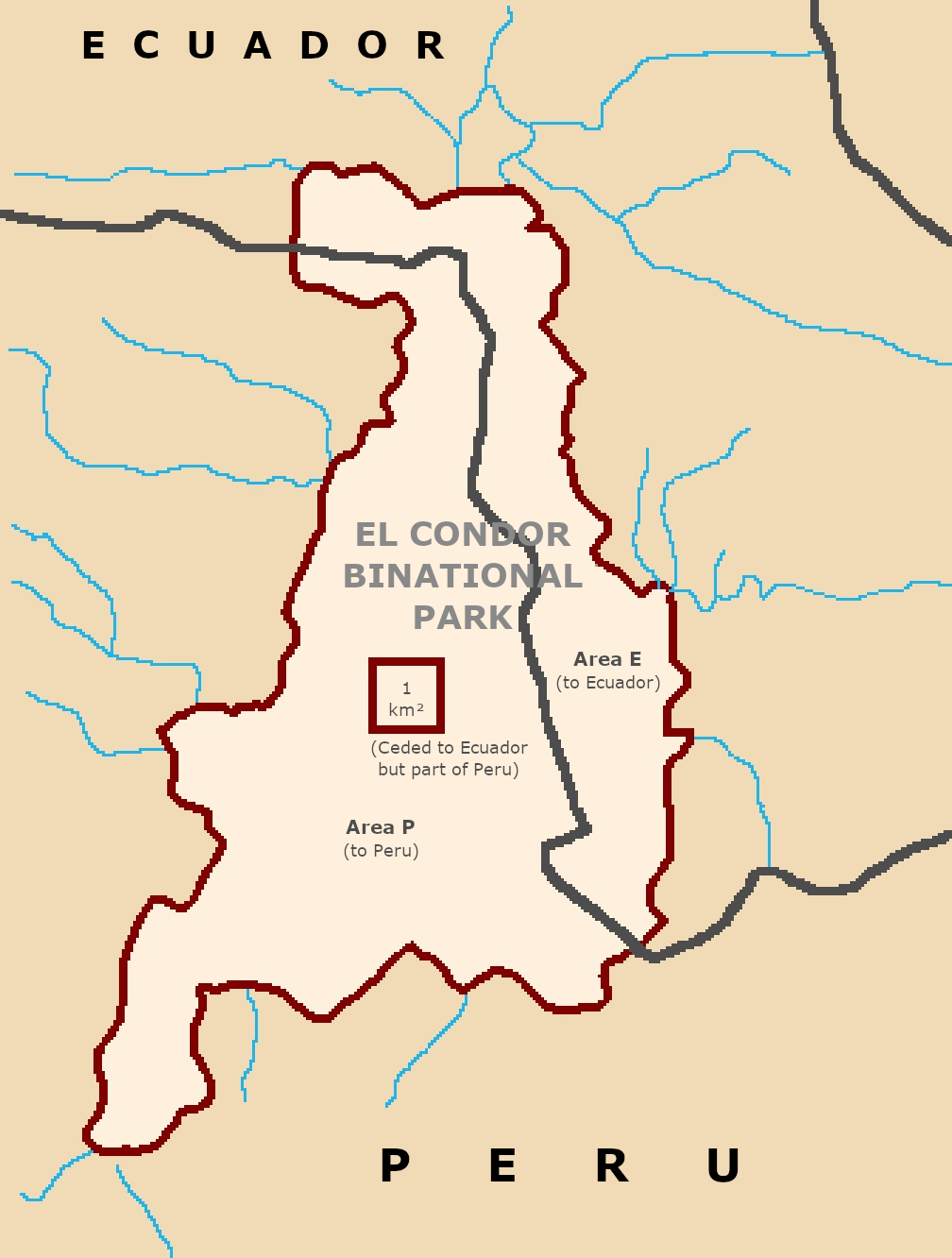
Mapa pós-1998 de Tiwinza. (região disputada)

#### Tiwinza
O documento reconhecia a soberania peruana em Tiwinza, arrendando ao Equador 1 km 2 dentro da área como propriedade privada. Qualquer pessoa nascida no território seria reconhecida como cidadã peruana, mas a área continuaria arrendada ao Equador. Pelo tratado, a área serviria exclusivamente para fins cerimoniais, para que os dois países comemorassem o conflito. Uma parte deste plano era estabelecer um Parque da Paz (em castelhano:  Parque de la Paz), que incluiria um monumento dedicado aos mortos durante o conflito e um sistema viário para ligar a área com o resto do país. Esse propósito, no entanto, foi interrompido pelo lento processo de desminagem da área, que continua coberta de minas e outras armadilhas. O processo está previsto para terminar em 2024.
Em 1999, o parque foi estabelecido. O parque está dividido em duas áreas, uma pertencente ao Equador e outra ao Peru.

#### Pijuayal e Saramiriza

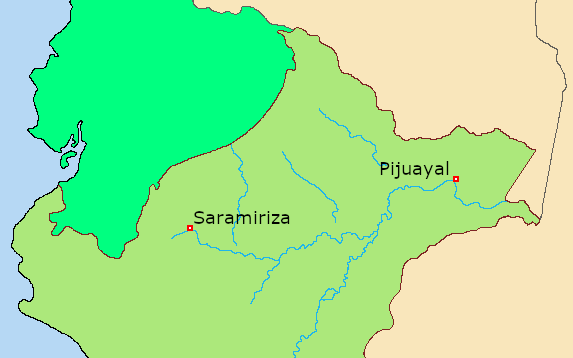
Mapa destacando Pijuayal e Saramiriza.

De acordo com o tratado, o Equador também receberia dois territórios de 150 ha nas cidades peruanas de Pijuayal e Saramiriza por 50 anos, onde os Centros de Comércio e Navegação (em castelhano:  Centros de Comercio y Navegación, CECONA) seria estabelecida a fim de fornecer ao país uma saída para o rio Amazonas. Protestos de tribos locais retardaram o processo na cidade, no entanto.
Um protesto notável ocorreu em 24 de outubro de 1998, dois dias antes da assinatura do tratado. O evento começou como um protesto pacífico organizado pelo Comitê de Paz e Desenvolvimento, e contou com a presença da Frente Patriótica de Loreto ( em castelhano:  Frente Patriótico de Loreto   ) na  es, acabando por se transformar em tumultos entre membros do grupo e policiais locais e unidades militares chefiadas por  es, que deixou 5 mortos e vários veículos e prédios queimados pelos manifestantes. O evento é comemorado anualmente pelos membros do grupo, onde é conhecido como o Dia da Dignidade (em castelhano:  Día de la Dignidad). O evento é de natureza política, sendo caracterizado pelo antifujimorismo .
Em 2018, após vários anos de adiamento do projeto, uma equipe interinstitucional equatoriana viajou a Pijuayal para delimitar o terreno onde funcionaria a primeira CECONA, segundo autoridades do Itamaraty, Ministério da Defesa e Instituto Geográfico Militar de Equador, antes da Reunião de Gabinete Binacional e Presidencial entre Lenín Moreno e Martín Vizcarra realizada em Quito em 25 e 26 de outubro daquele ano, onde além de destacar a delimitação de fronteiras, outros projetos de integração fronteiriça foram revistos, como a desminagem definitiva das antigas áreas não delimitadas, e o projeto binacional de irrigação Puyango-Tumbes.

## Consequências
Em maio de 1999, foi colocado o último marco de 30, que finalmente pôs fim a um conflito de mais de um século e meio, que concretizou a integração entre os dois países através do paralelo 0°0' na região de Loreto, que de lá desce para o rio Zarumilla através de Tiwinza ao norte do Peru.